# ボルカ・ディ・カドーレ
ボルカ・ディ・カドーレ（伊: Borca di Cadore）は、イタリア共和国ヴェネト州ベッルーノ県にある、人口約800人の基礎自治体（コムーネ）。

## 地理

### 位置・広がり
ベッルーノ県北部、カドーレ地方のコムーネ。

#### 隣接コムーネ
隣接するコムーネは以下の通り。
- カラルツォ・ディ・カドーレ
- サン・ヴィート・ディ・カドーレ
- セルヴァ・ディ・カドーレ
- ヴァル・ディ・ゾルド
- ヴォード・ディ・カドーレ

### 気候分類・地震分類
気候分類では、zona F, 4072 GGに分類される。
また、イタリアの地震リスク階級 (it) では、zona 3 (sismicità bassa) に分類される。

## 行政

### 分離集落
ボルカ・ディ・カドーレには、以下の分離集落（フラツィオーネ）がある。
- Cancia, Corte, Villanova